# ビャクダン
ビャクダン（白檀、学名: Santalum album）はビャクダン科ビャクダン属の半寄生の熱帯性常緑樹。英語名からサンダルウッド（英: sandalwood）とも呼ばれる。爽やかな甘い芳香が特徴。香木として利用される。
リンネの『植物の種』(1753年) で記載された植物種の一つである。

## 名称
インド原産で、インドでは古くはサンスクリットでチャンダナ（candana）とよばれ仏典『観仏三昧海経』では牛頭山（西ガーツ山脈のマラヤ山（摩羅耶山　秣刺耶山）とされる）に生える牛頭栴檀（ゴーシールシャ・チャンダナ gośīrṣa-candana）として有名であった。英語: sandalwood（サンダルウッド）の名も、この「チャンダナ」がもとになっている。履物のサンダル(Sandal)とは一切関係はない。

## 分布
産出国はインド、インドネシア、オーストラリアなど。太平洋諸島に広く分布するが、ニュージーランド、ハワイ、フィジーなどの白檀は香りが少なく、香木としての利用は少ない。特にインドのマイソール地方で産する白檀が最も高品質とされ、老山白檀という別称で呼ばれる。
栽培もされ、紀元前5世紀頃にはすでに高貴な香木として使われていた。

## 特徴
熱帯性の常緑樹で、初めは独立して生育するが、生長するにつれ吸盤で寄主の根に寄生するようになる半寄生植物。幼樹の頃はイネ科やアオイ科、成長するにつれて寄生性も高まり、タケ類やヤシ類などへと移り、宿主となる植物は140種以上数えられる。雌雄異株で周りに植物がないと生育しないことから栽培は大変困難で、年々入手が難しくなっており、インド政府によって伐採制限・輸出規制が掛けられている。
5月頃、黄色や紫色などの小さな花を開く。心材は濃い色をしており香りも強く、辺材になるほど白っぽく香りも少なくなる。芳香は樹脂分ではなく、精油分に由来する。
近縁のムニンビャクダン（S. boninense (Nakai) Tuyama）が小笠原諸島に特産する。

## 利用
さわやかな甘い香りを持つ香木として知られ、花・茎・葉・根が利用される。白檀は、貴重な香木として扱われるほか、蒸留して取られる精油は白檀油（サンダルウッド・オイル）とよばれ、その主成分サンタロールには、殺菌作用、利尿作用の薬効成分があると言われ、薬用にも広く利用される。また、気分の薬として胸のつかえをとり、爽快感を与え、精神的なストレスや不安症などをやわらげる。インドの伝統的医学アーユルヴェーダでは、心身全体を冷まして鎮める作用があるとされ、循環器・消化器・呼吸器・神経系すべてに作用を及ぼすと考えられている。化粧品・医学部外品成分の天然香料の中でも、白檀油はアレルゲン陽性率が高く、注意を要する。
沈香とは違って熱を加えなくても十分に芳香を放つため、置物である仏像、仏教儀式に欠かせない数珠等の仏具をはじめとして、日本では扇子の骨に使ってあおぐことで香りを発散させたり、匂い袋の香料の一つに利用するなど、身近なところで多種多様に使われている。線香の原料の中では最も一般的である。インドの寺院や宗教儀式では、瞑想する際に白檀を芳香させるといわれ、白檀の香りが雑念を払い集中するときに使われる。仏教がインドから中国に伝播するにつれ、中国でも仏教儀式に白檀が多く使われるようになった。日本には、仏教とともに中国から伝来したとされる。
なお、サンタロールは合成が困難であるため、一般には香りが酷似した合成物質（トランス-3-イソカンフィルシクロヘキサノール）が香料として利用されている。

## 栴檀は双葉より芳し
中国では白檀を栴檀（センダン）と呼ぶこともあり（実際には栴檀と白檀は目レベルで異なるまったくの別種）、この語でいう栴檀は白檀を指している。白檀は発芽のころから香気を放つとされたことから、大成する人は幼少のときから優れているというたとえ（実際にはこの植物が自然に香気を放つわけではない）。